# Liste des maires de Thuir
La liste des maires de Thuir est la suivante :
| Début | Fin  | Nom                    |
| ----- | ---- | ---------------------- |
| 1790  | 1792 | François Coll de Vivès |
| 1792  | 1793 | ? Gensane              |
| 1793  | 1793 | Joseph Roca            |
| 1793  | 1795 | Joseph-Roca Pastor     |
| 1795  | 1796 | Sauveur Graffan        |
| 1796  | 1798 | Sébastien Espanyo      |
| 1798  | 1800 | Joseph Tignères        |
| 1800  | 1808 | Joseph Sala-Roca       |
| 1808  | 1815 | Mathieu Anglade        |
| 1815  | 1815 | Baptiste Costanadas    |
| 1815  | 1817 | François de Roig       |
| 1817  | 1825 | Mathieu Anglade        |
| 1825  | 1830 | François de Roig       |
| 1830  | 1830 | Joseph Sala-Bonet      |
| 1830  | 1830 | Joseph Maria-Gelcen    |
| 1830  | 1831 | Jean-Baptiste Vilanova |
| 1831  | 1831 | Joseph Sala-Bonet      |
| 1831  | 1831 | Pierre Godefroy        |
| 1831  | 1832 | Jean Ciuro             |
| 1832  | 1833 | Jean Batlle            |
| 1833  | 1833 | Pierre Godefroy        |
| 1833  | 1837 | Joseph Maria-Gelcen    |
| 1837  | 1843 | Pierre Do              |
| 1843  | 1848 | Jean Amanrich          |
| 1848  | 1851 | Jean Batlle            |
| 1851  | 1852 | François de Roig       |
| 1852  | 1852 | Antoine Llorens        |
| 1852  | 1858 | Jean Batlle            |
| 1858  | 1862 | Joseph Maria-Gelcen    |
| 1862  | 1870 | Louis Ripoll           |
| 1870  | 1871 | Charles Vaills         |
| 1871  | 1871 | Louis Ripoll           |
| 1871  | 1872 | Charles Vaills         |
| 1872  | 1872 | François Gauze         |
| 1873  | 1874 | Joseph Sales           |
| 1874  | 1878 | Louis Ripoll           |
| 1878  | 1878 | Joseph Sales           |
| 1878  | 1885 | Joseph Bolte           |
| 1885  | 1885 | Jean Casenove          |
| 1885  | 1892 | Paul Moliné            |
| 1892  | 1892 | Joseph Calvet          |
| 1892  | 1901 | François Écoiffier     |
| 1902  | 1906 | Raymond Méric          |
| 1906  | 1929 | Hyacinthe Marty        |
| 1929  | 1931 | Jules Descossy         |
| 1931  | 1940 | Louis Noguères         |
| 1940  | 1941 | René Puig              |
| 1941  | 1943 | Louis Cormier          |
| 1943  | 1944 | Pierre Baillette       |
| 1944  | 1944 | Louis Cormier          |
| 1944  | 1945 | Pierre Baillette       |
| 1945  | 1947 | Louis Noguères         |
| 1947  | 1982 | Léon-Jean Grégory      |
| 1982  | 1989 | Albert Passama         |
| 1989  |      | René Olive             |

### Source
- Liste des maires de Thuir